# Forget the World
Forget the World es el álbum de estudio debut del disc jockey y productor neerlandés Afrojack. Fue lanzado por la discográfica Universal Music el 15 de mayo de 2014. Debutó en el número 32 del Billboard 200 de los Estados Unidos Mientras en el Reino Unido llegó al número 76 de la lista de álbumes y alcanzó la cuarta ubicación en la de los Países Bajos.

## Lista de canciones
Toda la música compuesta y producida por Afrojack.

| Versión estándar |                                             | |          |  |
| N.º              | Título                                      | Escritor(es) | Duración |  |
| 1.               | «Ten Feet Tall» (con Wrabel)                | Chris Braide, Nick van de Wall, Stephen Wrabel y White Disguise.                                                            | 3:49     |  |
| 2.               | «Illuminate» (con Matthew Koma)             | Nick Van de Wall, Matthew Koma, Chris Sanchez y White Disguise.                                                             | 4:37     |  |
| 3.               | «Born to Run» (con Tyler Glenn)             | Nick Van de Wall, C. Kreviazuk, Bobby Andonov, S. Watters, C. Coffee, Jr., T. McEwan, U. Vargas, J. Jones y White Disguise. | 4:53     |  |
| 4.               | «Freedom» (con D-wayne y Jack McManus)      | Nick Van de Wall, Jack McManus y Dwayne Megens.                                                                             | 4:03     |  |
| 5.               | «The Spark» (con Spree Wilson)              | Nick Van de Wall, Joseph Young II, White Disguise y M. E. Maxwell.                                                          | 4:00     |  |
| 6.               | «Dynamite» (con Snoop Dogg)                 | Nick Van de Wall, C. Broadus, Jr., Vargas y Jones.                                                                          | 3:48     |  |
| 7.               | «Too Wild» (con Wiz Khalifa y Devin Cruise) | Nick Van de Wall, C. Thomaz, D. Cruise, Vargas y Jones.                                                                     | 3:53     |  |
| 8.               | «Three Strikes» (con Jack McManus)          | Nick Van de Wall y McManus.                                                                                                 | 4:56     |  |
| 9.               | «Catch Tomorrow» (con Sting)                | Nick Van de Wall, A. Sherman, D. Sherman, Vargas, B. Hajji, A. Kierszenbaum y Shirazi.                                      | 3:06     |  |
| 10.              | «We'll Be OK» (con Wrabel)                  | Nick Van de Wall, Wrabel, O. Goldstein, J. Martin, Michael Zitron, C. Walz y Josh Abraham.                                  | 5:19     |  |
| 11.              | «México» (con Shirazi)                      | Nick Van de Wall, Shirazi, Vargas y Jones.                                                                                  | 4:51     |  |
| 12.              | «Keep Our Love Alive» (con Matthew Koma)    | Nick Van de Wall, Matthew Koma, Vargas, Sanchez y White Disguise.                                                           | 4:12     |  |

| Versión de lujo con bonus tracks |                                                     | |          |  |
| N.º                              | Título                                              | Escritor(es)                                                                                        | Duración |  |
| 13.                              | «Faded»                                             | Nick Van de Wall, Vargas y Jones.                                                                   | 3:08     |  |
| 14.                              | «As your Friend» (con Chris Brown)                  | Nick Van de Wall, Chris Brown, Leroy Styles, Nadir Sakir, Clyde McKnight, Polow Da Don y DJ Buddha. | 4:52     |  |
| 15.                              | «Do or Die (Remix)» (vs. Thirty Seconds to Mars)    | Jared Leto y Nick Van de Wall.                                                                      | 4:38     |  |
| 16.                              | «Sovereign Light Café (Afrojack Remix)» (vs. Keane) | Tim Rice-Oxley, Tom Chaplin, Richard Hughes, Jesse Quin                                             | 4:55     |  |